# 40+ 〜Thanks to CITY HUNTER〜
「40+ ～Thanks to CITY HUNTER～」（ヨンマルプラス・サンクス・トゥ・シティーハンター）は、2024年4月21日にリリースされたTM NETWORKの完全限定BOX。

## 概要
デビュー40周年を迎えた2024年4月21日にリリース。アニメ「シティーハンター」シリーズでこれまでに起用されていた主題歌・挿入歌全てをコンパイルした内容のディスクとなっている他、新作となるNetflix映画版『シティーハンター』のエンディングテーマ曲として新規にアレンジされた『Get Wild Continual』が同梱される。

## 収録曲
| 全編曲: 小室哲哉。 |                                         |            |           |       |
| #                  | タイトル                                | 作詞       | 作曲      | 時間  |
| 1.                 | 「Get Wild Continual」                  | 小室みつ子 | 小室哲哉  | 5:05  |
| 2.                 | 「Get Wild Continual（Backing Track）」 |            | 小室哲哉  | 5:04  |
| 合計時間:          | 合計時間:                               | 合計時間:  | 合計時間: | 10:09 |

| 全編曲: 小室哲哉。 |                                   |            |                    |       |
| #                  | タイトル                          | 作詞       | 作曲               | 時間  |
| 1.                 | 「Whatever Comes」                | 小室みつ子 | 小室哲哉           | 4:50  |
| 2.                 | 「君の空を見ている」              | 小室みつ子 | 木根尚登           | 4:15  |
| 3.                 | 「DEVOTION」                      | 小室哲哉   | 小室哲哉           | 4:32  |
| 4.                 | 「Angie」                         | 小室哲哉   | 小室哲哉           | 3:01  |
| 5.                 | 「Get Wild」                      | 小室みつ子 | 小室哲哉           | 4:01  |
| 6.                 | 「STILL LOVE HER (失われた風景)」 | 小室哲哉   | 小室哲哉・木根尚登 | 5:48  |
| 合計時間:          | 合計時間:                         | 合計時間:  | 合計時間:          | 26:27 |

## 曲解説
1. Get Wild Continual
Netflix映画版『シティーハンター』エンディングテーマ曲。
2024年5月22日に7インチEP盤にてシングルカットされた。
2. Whatever Comes
劇場版『劇場版シティーハンター 天使の涙』オープニングテーマ曲。アルバム初収録。
3. 君の空を見ている
劇場版『劇場版シティーハンター 天使の涙』挿入歌。
4. DEVOTION
劇場版『劇場版シティーハンター 天使の涙』挿入歌。
5. Angie
劇場版『劇場版シティーハンター 天使の涙』挿入歌。アルバム初収録。
6. Get Wild
TVアニメ『シティーハンター』エンディングテーマ曲。
7. STILL LOVE HER (失われた風景)
TVアニメ『シティーハンター2』エンディングテーマ曲。